# Кобаясі Мару (Дискавері)
Кобаясі Мару (Kobayashi Maru) — сорок третій епізод американського телевізійного серіалу «Зоряний шлях: Дискавері» та перший в четвертому сезоні. Епізод написала Мішель Парадайз, режисування Олатунде Осунсанмі. Перший показ відбувся 11 листорада 2021 року. Українською мовою озвучено студією «ДніпроФільм».

## Зміст
Капітан зоряного корабля «USS Discovery» Майкл Бернем та її партнер Клівленд Букер запрошують жителів Альшайна (Альшаїна)-IV знову приєднатися до Об'єднаної Федерації Планет. Вони доводять наміри Федерації, допомагаючи виправити давно зламану технологію Альщайна. При спілкуванні з метеликоподібним імператором Лієм стається проблема — альшайнці вважають що кіт Букера Злюка перебуває в полоні. Магнітні полюси Альшаїна почали змінюватися і штучні супутники планети не могли без корекції прокладати точну навігацію. Роботи «Дискавері» поновлюють дилітієвий заряд супутників Альщаїна — і Майкл з Буком втікають на свій прихований корабель. Імператор виходить на зв'язок з «Дискавері» та обережно налагоджує контакт.
Сару на своїй планеті із старійшинами розмірковує про майбуття і можливість співпраці з Федерацією. Він переконує — не треба ховатися у равликову мушлю й вийти на контакт. Майкл готується до зустрічі з президенткою Ріллак; Бук її підбадьорює. Бук відправляється на свою рідну планету, Кведжан, щоб взяти участь у церемонії повноліття свого племінника Лето — сина Кайгіма. Бернем і команда «Дискавері» відвідують офіційне відкриття Академії Зоряного флоту, де вони зустрічаються з новим президентом Федерації Лайрою Ріллак і адміралом Венсом.
Зоряний флот отримує сигнал лиха з космічної станції поблизу Кведжану, а Ріллак супроводжує «Дискавері» розслідувати. Космічну станцію «Бета-6» привело в неконтрольоване обертання через невідоме гравітаційне спотворення, і Бернем вирішує сама допомогти евакуювати її персонал. Під час ініціації на Кведжані пернаті перебувають у сильному занепокоєнні. Станцію приводять в порядок; в цей час «Дискавері» змушений задіяти силове поле — на них летить хмара Оорта. Сару у розмові із Сукалом стверджується в рішенні повернутися на «Дискавері». Ріллак переконує командира станції дочекатися Бернем — вона встигає допомогти. Ріллак ставить під сумнів рішення Бернем, а пізніше повідомляє, що вона розглядала Майкл як потенційну кандидатку на нове призначення. Але має занепокоєння щодо її підходу — Майкл особисто розчищала траєкторію запуску капсули.
Бук стає свідком дивної активності птахів і відлітає за межі Кведжану, щоб дослідити це — пернаті летять з планети у відкритий космос. Команду станції встигають евакуювати у рятувальній капсулі. В цей час гравітаційне спотворення знищує всю планету Кведжан за лічені миттєвості.

## Виробництво
Активна розробка сезону почалася в січні 2020 року. На написання було витрачено більше часу, ніж у попередніх сезонах, через пандемію COVID-19, яка надихнула на космічну аномалію, з якою герої стикаються в сезоні. Нова роль Бернем як капітана також вивчається після її підвищення в кінці третього сезону. Четвертий сезон було офіційно оголошено в жовтні 2020 року, а зйомки проходили в Торонто, Канада, з листопада 2020 року по серпень 2021 року. Для забезпечення безпеки під час пандемії було застосовано нові знімальні процеси, що спричинило деякі затримки виробництва. Відеостіна була побудована для зйомки перед комп'ютерним фоном у реальному часі.

## Сприйняття та відгуки
Станом на листопад 2022 року на сайті «IMDb» серія отримала 5.8 бала підтримки з можливих 10 при 3189 голосах користувачів.
Оглядач Скотт Колура для «IGN» писав так: «Star Trek: Discovery Сезон 4 починається з новим капітаном, новим виглядом персонажів і новою загрозою для галактики. Чи виявиться ця небезпека чимось більшим, ніж просто технобалаканиною? Зараз важко сказати, але, сподіваюся, шоу уникне пасток головної таємниці минулого сезону в цьому сенсі. Наразі „Discovery“ пропонує епізод, який відповідає високій візуальній планці, встановленій серіалом у попередні роки, а також вибудовує нову динаміку персонажів, яка має виявитися плідною для просування вперед. Питання полягатиме в тому, наскільки добре він врівноважує свою сезонну таємницю з щотижневими пригодами».
В огляді для «Den of Geek» Лейсі Богер відзначила: «Попри все, що сказано — „Кобаясі Мару“ все одно є найкращою прем'єрою „Discovery“ на сьогоднішній день, і чи виправдає залишок цього сезону свою обіцянку? Нас чекає довга подорож».
Оглядач Зак Гендлен для «The A.V. Club» зазначав так: «Поки що занадто рано прогнозувати, куди піде цей сезон. Принаймні в мікромасштабі: я впевнений, що Майкл і Ріллак продовжуватимуть зіштовхуватися лобами, і я впевнений, що ми отримаємо більше знань про Адіру, яка намагається знайти тіло для Грея. Я впевнений, що ми отримаємо дорожчі спецефекти та постійні рухи камери, а також музику, яка ніколи не дозволяє нам ні на секунду забути, що саме ми повинні відчувати. Сподіваюся, деякі з цих почуттів буде заслужено».
Скотт Сноуден в огляді для «Space.com» відзначив так: «Я обов'язково повинен переглянути наступний епізод якомога швидше — тому що мені потрібно побачити, що відбувається, тому що я хочу знати, як герої виживають. Це точно не стосується першого епізоду четвертого сезону „Дискавері“. Таке відчуття, що його навмисно приглушено та створено для авдиторії, яку надзвичайно легко задовольнити».

## Знімались
| Актор               | Роль                       |
| ------------------- | -------------------------- |
| Сонеква Мартін-Грін | Майкл Бернем               |
| Даг Джонс           | Сару                       |
| Ентоні Репп         | Пол Стамец                 |
| Мері Вайзман        | Сільвія Тіллі              |
| Вілсон Круз         | Гаг Калбер                 |
| Блу дель Барріо     | Адіра                      |
| Девід Аджала        | Клівленд Букер             |
| Одед Фер            | адмірал Чарльз Венс        |
| Іен Александер      | Грей Тал                   |
| Чела Горсдел        | Лайра Ріллак               |
| Білл Ірвін          | Сукал                      |
| Емілі Коутс         | Кейла Делмер               |
| Патрік Квок-Чун     | Джен Ріс                   |
| Ойїн Оладейо        | Джоан Овосекун             |
| Ронні Роу           | лейтенант-командор Брюс    |
| Сара Мітіч          | лейтенант-командор Нільсон |
| Рейвен Дауда        | командор Трейсі Полард     |
| Девід Томлінсон     | Лінус                      |